# Halil Edhem Eldem

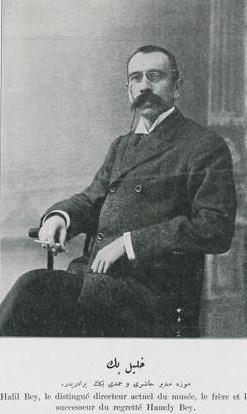
Halil Edhem im Jahr 1910

Halil Edhem Eldem (* 1861 in Bebek, Istanbul; † 16. November 1938 ebenda; auch Halil Edhem Bey genannt) war ein Pionier der Archäologie in der Türkei.

## Leben
Halil Edhem Eldem wurde als Sohn des späteren Großwesirs des Osmanischen Reiches İbrahim Edhem Pascha geboren. Seine Brüder waren der spätere Maler und Pionier der türkischen Archäologie Osman Hamdi Bey und İsmail Galib Bey, der spätere Münzexperte. Nach dem Besuch der Grundschule und der Kaptan-Ibrahim-Pascha-Mittelschule in Istanbul schloss er seine Schulausbildung 1875 in Berlin ab, wo sein Vater als Botschafter residierte. Er studierte dann auf Wunsch seines Vaters in Zürich, Wien und Bern Naturwissenschaften. In Zürich schloss er sich dem Corps Helvetia an. Das Studium schloss er in Bern mit der Promotion ab. Jedoch galt seine Vorliebe und Neigung der Geschichte und Archäologie.
Nach seiner Rückkehr nach Istanbul wurde er Lehrer an verschiedenen Schulen und Dozent an der Universität Istanbul, bevor er 1889 Direktionsassistent im Museum von Istanbul wurde. 1892 wurde er zum Zweiten Direktor und 1910 nach dem Tode seines älteren Bruders Osman Hamdi Bey zum Generaldirektor des Museums von Istanbul, das er bis zu seiner Pensionierung im Jahre 1931 leitete, berufen. Auch im Ruhestand blieb er Vorsitzender des Komitees zur Bewahrung von archäologischen Baudenkmälern und blieb Abgeordneter im türkischen Parlament.
Unter Halil Edhem Eldem als Generaldirektor der Antikenmuseen von Istanbul wurde 1914 das Museum für türkische und islamische Kunst gegründet und 1923 der Topkapi-Palast zum Museum umgebaut. Er verfasste zahlreiche Berichte über die Ausgrabungen in Didyma, Milet, Priene und Ephesus. Zur Heranführung von Schülern an die Bestände der Museen initiierte er die Reihe Meisterwerke der Türkischen Museen in Istanbul.
Im Frühjahr 1918 initiierte Halil Bey ein von Friedrich Schrader geleitetes Projekt zur systematischen Erfassung und Katalogisierung aller in der damaligen osmanischen Hauptstadt vorhandenen antiken, byzantinischen und islamischen Kulturdenkmäler. Zu Schraders Team gehörten der Architekturprofessor Assym Bey, der Altertumsforscher Mehmed Sia Bey, der Architekt Sühdi Bey und der Photograph Hagop Iskender, damals Inhaber des bedeutenden Fotostudios Sabah und Joaillier. Gegen Kriegsende 1918 wurde das Projekt vorzeitig beendet, weil Schrader die Stadt verlassen musste. Schrader hat später in einem zweiteiligen Artikel in der Zeitschrift Der Neue Orient über die Ergebnisse der Arbeiten berichtet.

## Ehrungen
- Ehrendoktorwürde der Universität Basel
- Ehrendoktorwürde der Universität Leipzig
- Ehrenmitgliedschaft der Society of Antiquaries of London
- Ehrenmitgliedschaft der Society for the Promotion of Hellenic Studies in London
- Ehrenmitgliedschaft des Archäologischen Instituts des Deutschen Reiches
- Ehrenprofessor der Universität Istanbul